# Кракау, Александр Иванович
Алекса́ндр Ива́нович Крака́у (нем. Alexander Georg Krakau; 8 (20) апреля 1817, Санкт-Петербург, Российская империя— 12 (24) апреля 1888, там же) — русский архитектор немецкого происхождения, академик архитектуры (1850), профессор Императорской Академии художеств (1867—1888). Тайный советник (1880).

## Биография
Родился 8 (20) апреля 1817 года в Санкт-Петербурге; отец — Иван Иванович Кракау (нем. Johann Jakob Krakau; 1776—1846); мать умерла вскоре после рождения сына 14 мая 1817 года и была похоронена на Смоленском евангелическом кладбище (вместе с ранее умершей во младенчестве дочерью). Отец же умер 5 (17) июня 1846 года; его могила (вместе с могилой второй жены, Терезы-Марии, урождённой Меер) находится на Волковском лютеранском кладбище.
Общее образование получил в Немецком училище Св. Петра (1825—1831), по окончании которого, в 1832 году поступил в Императорскую Академию художеств, в класс академика архитектуры К. А. Тона. В 1839 году Кракау окончил Академию художеств с Большой золотой медалью, что давало ему право выехать за границу для продолжения обучения. Но воспользовался этим правом он смог только через три года. Перед этим молодой архитектор работал у своего учителя К. А. Тона в чертёжной комиссии для постройки Храма Христа Спасителя в Москве.
В 1842 году Кракау выехал в Италию, где занимался изучением памятников зодчества и участвовал в капитальном труде своих академических товарищей, А. И. Резанова и Н. Л. Бенуа по изготовлению обмерных чертежей собора в Орвието. Кракау вернулся обратно в Россию только в 1850 году. По возвращении из заграницы ему было присвоено звание академика архитектуры и он был зачислен штатным архитектором в Чертежный Кабинет Его Императорского Величества. В 1853 году за проект греко-российской церкви А. И. Кракау был удостоен звания профессора архитектуры.
В 1854 году Кракау был назначен старшим архитектором в правлении Первого округа путей сообщения. На этом посту он создал одну из своих самых известных построек — здание Балтийского вокзала на Обводном канале (1855—1857 гг.). Этот вокзал строился на личные средства барона А. Л. Штиглица, который и доверил архитектору данную работу. Кроме того, по его проекту был построен особняк для А. Л. Штиглица (Английская наб., 68). А впоследствии, в 1878—1881 годах, А. И. Кракау в содружестве с архитектором Р. А. Гёдике создал проект и построил здание Училища технического рисования барона Штиглица (Соляной пер., 13). Также для барона А. Л. Штиглица были построены дача на Каменном острове и церковь-усыпальница в Иван-городе (Нарва).

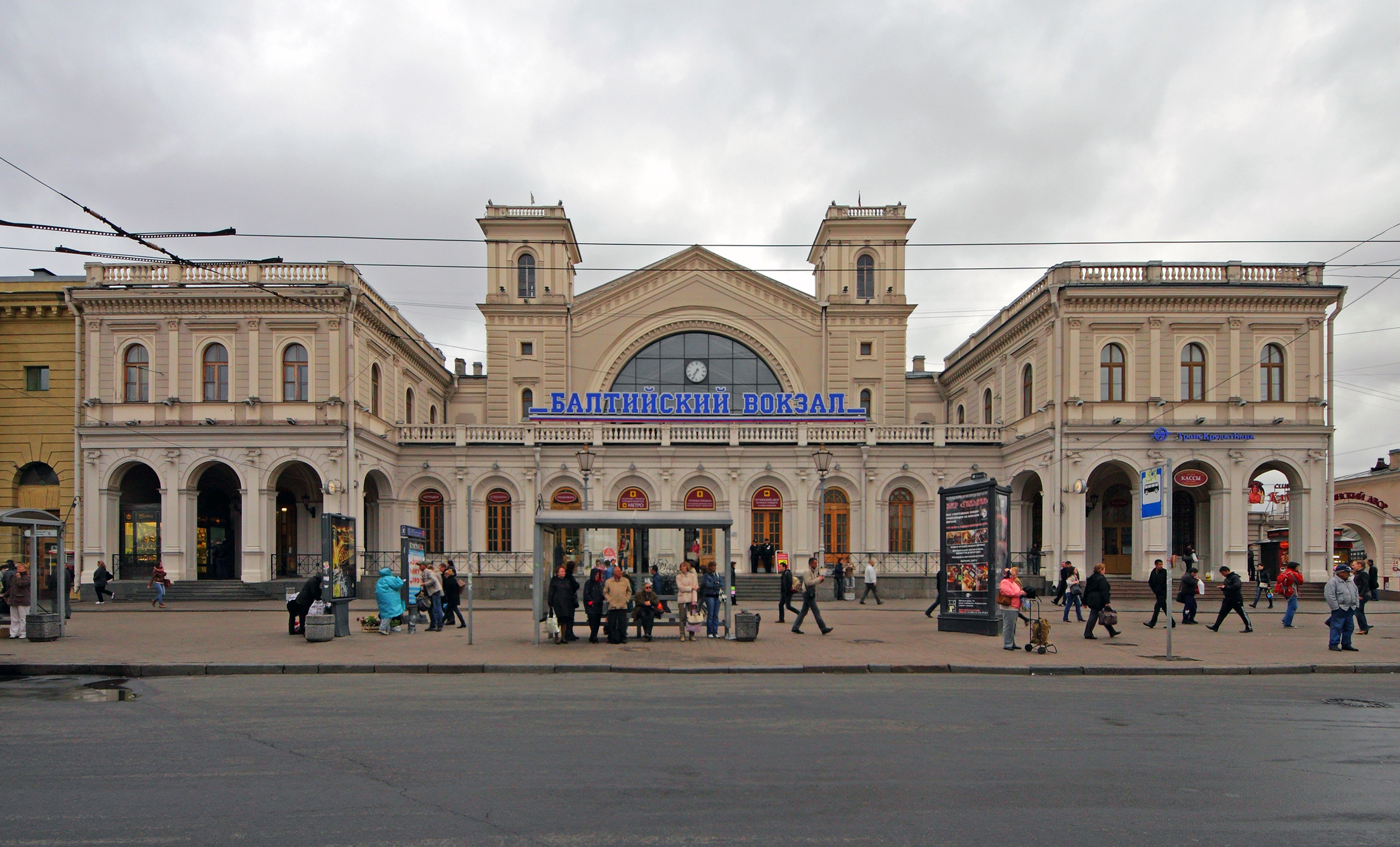
Здание Балтийского вокзала в начале XXI века

С 1867 г. и до конца своей жизни Кракау преподавал архитектуру в классах ИАХ. Как художник, он заслуженно пользовался репутацией человека с большим вкусом, превосходного рисовальщика и знатока стилей, преимущественно стиля блестящей поры итальянского Возрождения. Своим преподаванием в классах академии Кракау приносил неоценимую пользу в образовании своих учеников и последователей.
Был произведён 28 марта 1871 года в действительные статские советники; 20 апреля 1880 года был произведён в тайные советники и в 1885 году получил потомственное дворянство.
Имел награды: орден Святого Владимира 3-й степени (1872), орден Святого Станислава 1-й степени (1874), орден Святой Анны 1-й степени (1877), медаль «В память войны 1853—1856», Императорский австрийский орден Франца Иосифа 2-й степени (1874).
Умер 12 (24) апреля 1888 года. Согласно завещанию, его отпевали в лютеранской церкви святого Петра на Невском проспекте и похоронили на Смоленском православном кладбище (уч. 63, Любимовская дорожка).

## Наиболее известные постройки

### В Санкт-Петербурге
- Улица Профессора Попова, д. 2, левый корпус — здание библиотеки Ботанического сада ? 1851 год.
- Улица Профессора Попова, д. 2 — дача и служебный флигель министра уделов. 11, д. 12. 1853—1854. (Перестроены).
- Набережная Обводного канала, д. 120 — здание Петергофского (Балтийского) вокзала. 1855—1857.
- Николаевская ул (ныне ул. Марата), д. 13 — доходный дом. 1859.
- Почтамтская улица, д. 17 — здание Главной телеграфной станции. 1859—1861. Расширено и реконструировано.
- Английская набережная, д. 68 — особняк А. Л. Штиглица. 1859—1863. Включены существовавшие дома. (Интерьеры частично перестроены).
- Решетка Измайловского моста через Фонтанку (по Вознесенскому и Измайловскому проспектам) 1861 ?
- Садовая улица, д. 28—30, левая часть — улица Ломоносова, д. 3 — здания Мариинского рынка. 1863—1864. При участии Л. Ф. Фонтана. Включены существовавшие здания.
- 8-я линия, д. 43 — доходный дом А. И. Кракау. 1865—1866.
- Выборгская набережная, д. 61 — церковь Николая Чудотворца. 1866—1871. (Не сохранилась).
- Английская набережная, д. 44 — особняк А. В. Старчевского. Отделка интерьеров. 1860-е.
- Улица Глинки, д. 9—11 — Театральная площадь, д. 16 — доходный дом. Перестройка и расширение. 1875—1876.
- Адмиралтейская набережная, д. 14/Черноморский переулок, д. 11 — здание общества взаимного поземельного кредита. 1877—1880. Совместно с Н. Л. Бенуа. (Перестроено).
- Большой проспект Васильевского острова, д.№ 21/6-я линия, д. 11 — часовня и ограда Андреевского собора. 1878—1879. (Не сохранились).
- Соляной переулок, д. 13 — здание Центрального училища технического рисования барона А. Л. Штиглица. 1878—1881. Совместно с Р. А. Гедике. (Расширено).
- Мастерская улица, д. 4 — здание детского приюта А. Л. Штиглица. Перестройка. 1880. (Перестроено).
- 1882 — часовня Марии Магдалины. Апраксин двор. (Не сохранилась).
- Сергиевская ул (ныне ул. Чайковского), д. 73 — здание больницы Общины сестер милосердия. 1882—1883. (Надстроено).
- 8-я линия В.О., д. 43 — Собственный доходный дом А. И. Кракау, в этом же доме была и квартира архитектора[7].

### В Ивангороде
- Церковь св. Троицы — усыпальница семьи Штиглица — Половцовых

## Семья
Жена (с апреля 1854) — Анна Васильевна Григорович, дочь конференц-секретаря Академии художеств писателя Василия Ивановича Григоровича. Дети:
- Александр Александрович Кракау (1855—1909)
- Василий Александрович Кракау[9] (1857—1936)
- Мария Александровна Кракау (1867—?), с 29 мая 1889 года замужем[10] за академиком архитектуры Алексеем Георгиевичем Трамбицким
- Константин Александрович Кракау (1868/1869 — ?)[11]